# Que choisir santé
Que choisir santé est un magazine mensuel français consacré à la santé. Lancé en novembre 2006 par l'Union fédérale des consommateurs - Que choisir (UFC - Que choisir), il s'agit d'un magazine de seize pages vendu par abonnement et sans publicité. Cette publication dérivée du magazine de défense des consommateurs Que choisir se présente comme « indépendant de l'industrie pharmaceutique et des milieux médicaux ». 
Le premier numéro a été distribué avec le numéro daté décembre 2006 de Que choisir. Il est vendu par abonnement au prix de 35 € pour 11 numéros par an (2023).

## Historique
L'UFC - Que choisir avait fait une première tentative dans les années 1990 de lancement d'un magazine santé, portant également le nom de Que choisir Santé, qui s'était soldée par un échec après 37 numéros. Le choix de lancer cette nouvelle version uniquement par abonnement est beaucoup moins coûteux en termes de marketing.

## Ligne éditoriale
Selon Alain Bazot, président de l'UFC - Que choisir et directeur des publications, le nouveau magazine revendique une liberté de ton vis-à-vis de l'industrie pharmaceutique, des milieux médicaux, des pouvoirs publics et des organismes institutionnels du secteur de la médecine. Ce magazine « expert » entend « faire le tri » face au déferlement d'informations sur la santé, sur les chaines de télévision, la radio, dans les magazines et sur Internet, explique dans le premier numéro Alain Bazot. Selon Le Figaro, l'objectif de Que choisir Santé est de « répondre aux interrogations des lecteurs et de leur permettre de dialoguer plus efficacement avec le corps médical ». L'information, donnée par des journalistes de la santé, doit être « cautionnée » par 5 ou 6 experts qui doivent être renouvelés à chaque publication.

## Contenu rédactionnel
Chaque numéro se propose d'ouvrir par un dossier, suivi d'une « histoire de santé » (le témoignage d'un malade qui a trouvé les moyens de s'en sortir), d'un décryptage sur une maladie précise (le cancer du rein), et d'une fiche médicaments. Un « gros plan » décode en image une étiquette d'aliment, un résultat d'examen ou d'analyse médicale.